# Carolina Benedicks-Bruce
Carolina Maria Benedicks-Bruce (Estocolmo, 28 de octubre de 1856-Gotland, 16 de febrero de 1935) fue una escultora sueca.

## Biografía
Benedicks nació el 28 de octubre de 1856 en Estocolmo y fue la hija de Karolina Charlotta (de soltera Cantzler) y Edward Otto Benedicks, propietario adinerado del municipio de Gysinge, en Sandviken, Suecia. Su hermano, Gustaf Benedicks, heredó las industrias siderúrgicas de su padre y fue miembro del Riksdag. Carolina Benedicks también tuvo una hermana y dos hermanastros nacidos del segundo matrimonio de su padre. El físico Carl Benedicks fue su hermanastro. Había muchos artistas en la parte maternal de la familia: muchos de sus tíos y su abuela fueron pintores. Entre ellos se encontraban Johan Oscar Cantzler y Axel Leopold Cantzler. Fue gracias a ellos por los que Benedicks cultivó y desarrolló su habilidad para el arte. En agosto comenzó a asistir al colegio de arte para mujeres Malmström, y desde el 20 de agosto de 1881 hasta la primavera de 1885, se convirtió en la primera estudiante mujer en las clases de escultura en la Real Academia Sueca de las Artes.

## Francia
Benedicks conoció a otras artistas como Hilma af Klint y Gerda Rydberg en la academia, con quienes viajó a Francia en 1883. Pasó la mayor parte de su tiempo en París y en la comuna de artistas sueca en Grez-sur-Loing. Tras completar sus estudios en Estocolmo, regresó a Francia, donde sería estudiante del escultor Alexandre Falguière. Regresó también a Grez-sur-Loing, donde se reunieron, durante los años ochenta, muchos de los más importantes pintores escandinavos de su época. Benedicks conoció a artistas como Carl Larsson, Karin Bergöö Larsson, Bruno Liljefors, Christian Krohg y Peder Severin Krøyer. Allí, los artistas suecos crearon su propio salón de arte, llamado Le Salon des Opposants ("El salón de los opositores").
El hecho de ser una mujer soltera, con una buena educación artística y procedente una familia adinerada que había fomentado sus aspiraciones artísticas, apartó a Benedicks del resto de artistas de la comuna. Por aquel entonces reinaba un ambiente en el que predominaba la presencia masculina, con artistas de pocos recursos.

## Obras

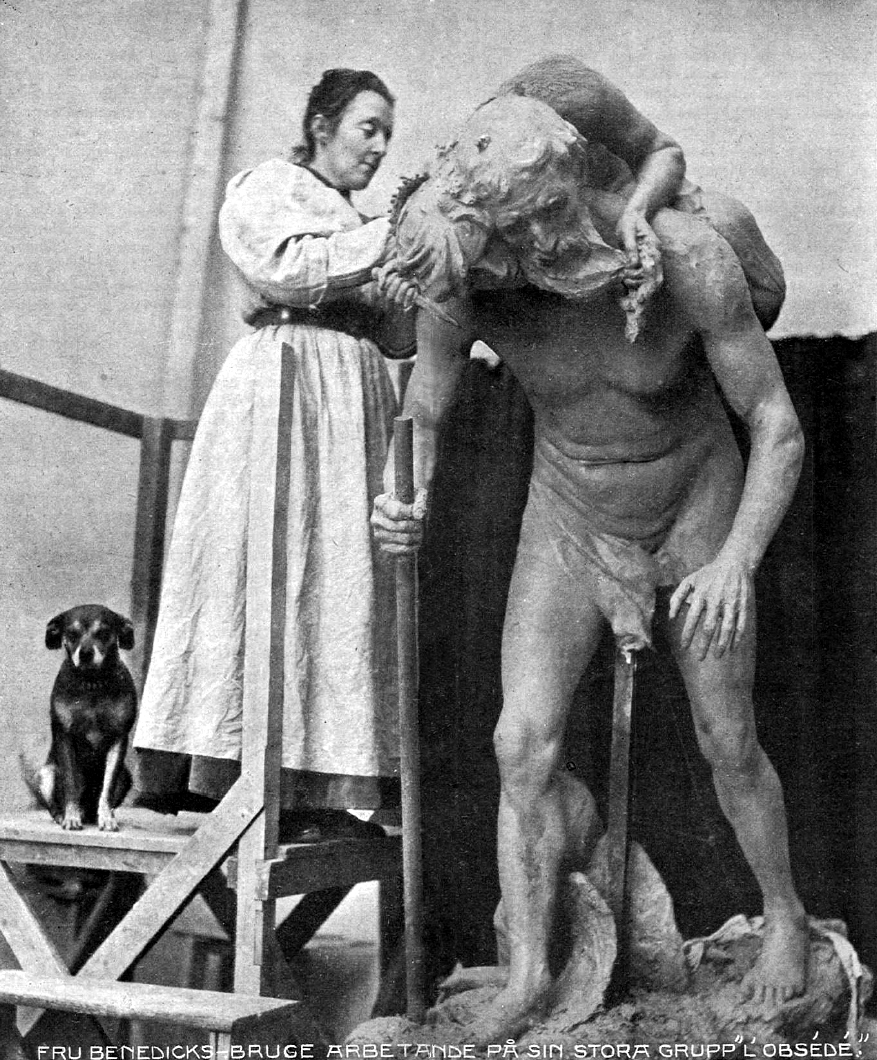
Carolina Benedicks-Bruce con L'obsédé.

Benedicks fue principalmente escultora, pero también trabajó con aguafuerte y acuarelas. Sus esculturas están muy influenciadas por el estilo francés de los años setenta y ochenta del siglo XIX, mientras que sus pinturas y grabados consisten mayormente en paisajes y animales. Sus trabajos fueron expuestos por primera vez en el Salón de París en 1899, donde participó con la escultura L'obsédé ("La obsesionada"). Participó también en la Exposición Universal de París en 1900, donde recibió una medalla de bronce, y más tarde en Viena.
Cuando hacía bustos, Benedicks trabajaba con mármol y bronce. Michel Angelo, un busto de bronce, describe al artista Miguel Ángel como un hombre corriente, pensativo mientras trabaja en algo, más que como un genio glorificado. También hizo bustos de P. A. Säve y del escultor Emil Wikström. Su estudio de la anatomía humana resultó en una escultura humorística llamada Séance finie ("El bostezo").
Muchas de las esculturas, acuarelas y bocetos de Benedicks se encuentran aún en Brucebo, como es el caso de L'obsédé o Baigneur blessé ("Bañista herido"), que ganó la mención honorable en el Salón de París en 1893.

## Vida personal

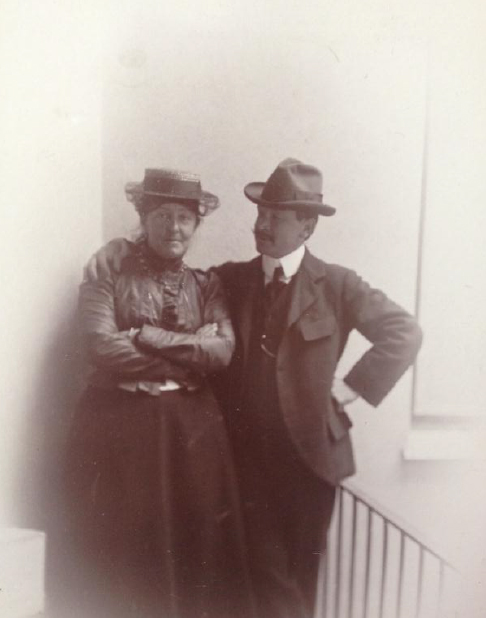
Carolina Benedicks-Bruce y William Blair Bruce

Carolina Benedicks conoció al artista William Blair Bruce en Francia en la primavera de 1885. Bruce era todavía un artista pobre y desconocido en aquella época, pero un viaje de regreso a Canadá en otoño de ese año, durante el cual perdió la mayoría de sus obras en un naufragio, hizo que ganara algo de notoriedad. Benedicks, acompañada por su tío, hizo un viaje sorpresa a Canadá para ver a Bruce poco después. Tras largos debates, la pareja se comprometió un año después, en contra del deseo de la familia de Benedicks. Regresaron a Europa en 1887, donde vivieron a caballo entre Estocolmo y París. Contrajeron matrimonio en 1888 y visitaron Gotland por primera vez ese mismo año. Su matrimonio fue una de tantas uniones internacionales resultado de la mezcla de artistas de diferentes países en Grez-sur-Loing. Otra pareja famosa fue la formada por el pintor estadounidense Francis Brooks Chadwick y la pintora sueca Emma Löwstädt-Chadwick. Tras el matrimonio, la pareja se mudó a París, probablemente para escapar del escrutinio de la familia de Benedicks. Durante varios años tuvieron una vida bohemia y viajaron alrededor de Europa por trabajo y estudio.

## Brucebo

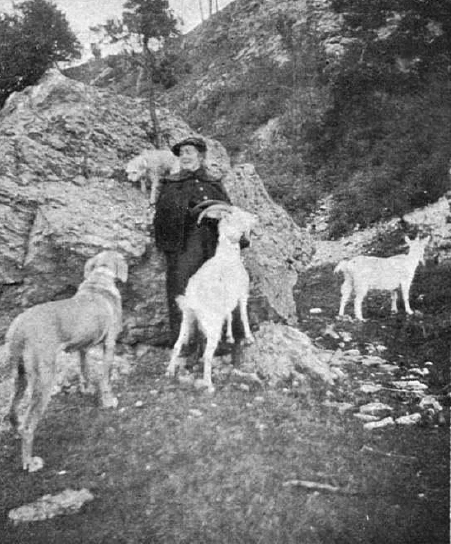
Carolina Benedicks-Bruce con perros y cabras en Brucebo

En 1899 Benedicks y su marido decidieron asentarse en Gotland. Compraron propiedades en Själsö en lo que en un futuro sería Brucebo, al norte de Visby, y empezaron a reconstruir y ampliar las casas de la finca. Benedicks puso el dinero necesario para el proyecto y Bruce fue el arquitecto jefe. Se mudaron a Brucebo en 1900. Cuando Bruce murió, en 1906, Benedicks se quedó en la finca y continuó con su trabajo. Brucebo se convirtió en un núcleo social para artistas, músicos y científicos en Gotland y Benedicks fue una generosa anfitriona. Tuvo tres talleres y también varios animales en el establo, de los que ella misma se ocupaba, como vacas, caballos, ovejas, cabras, perros, pollos, loros e incluso monos. Su interés por la autosuficiencia empezó en Grez-sur-Loing, donde muchos artistas tenían pequeños jardines donde cultivaban sus propios vegetales, plantas, frutas y bayas. Tenía grandes planes para el jardín, e incluso trajo semillas desde Francia para plantar y contrató a un jardinero. Sin embargo, la ampliación de los edificios, así como otras mejoras arquitectónicas, se habían detenido tras la muerte de Bruce.
Vivió en Brucebo hasta su muerte el día 16 de febrero de 1935. No tuvo descendencia que pudiera heredar, y en su testamento declaró que Brucebo debería mantenerse como un lugar donde los jóvenes artistas pudieran quedarse y desarrollar sus habilidades. En 1972 se llevó a cabo su voluntad con la creación de la Fundación de Becas para Bellas Artes Brucebro.

## Compromisos sociales
Benedicks fue una mujer única y fuerte para su época, involucrada en los asuntos sociales y políticos, y ha sido nombrada como la "Sra. Pankhurst sueca". Entre aquello por lo que luchó se encontraba el derecho al voto femenino. Cuando se celebró en Estocolmo la Sexta Conferencia de la Alianza Internacional por el Sufragio Femenino, en 1911, Benedicks invitó a las delegadas a Gotland. Alrededor de 40 de ellas, de Alemania, Inglaterra, Austria y Hungría, aceptaron y fueron a Visby el 21 de julio del mismo año. También trabajó en asuntos relacionados con la isla de Gotland y fue una de las más apasionadas defensoras de la preservación de la Burmeisterska huset, una casa del siglo XVII de Visby. Fue también una figura clave en la fundación del Servicio de Defensa Voluntario Femenino de Suecia en Gotland.
En 1911 era ya miembro del consejo escolar de la localidad de Väskinde y un año más parte formó parte de la Asociación de Fruticultores de Väskinde. En 1913 se convirtió en miembro del Consejo Municipal en dicha localidad. Benedicks también hizo generosas donaciones para la conservación de los edificios históricos, el cuidado de los niños y los orfanatos.

## Galería

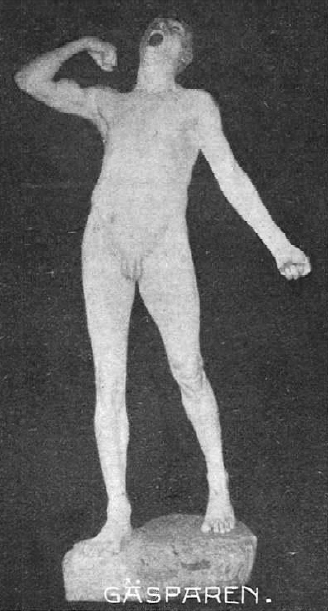
Séance finie ("El bostezo").
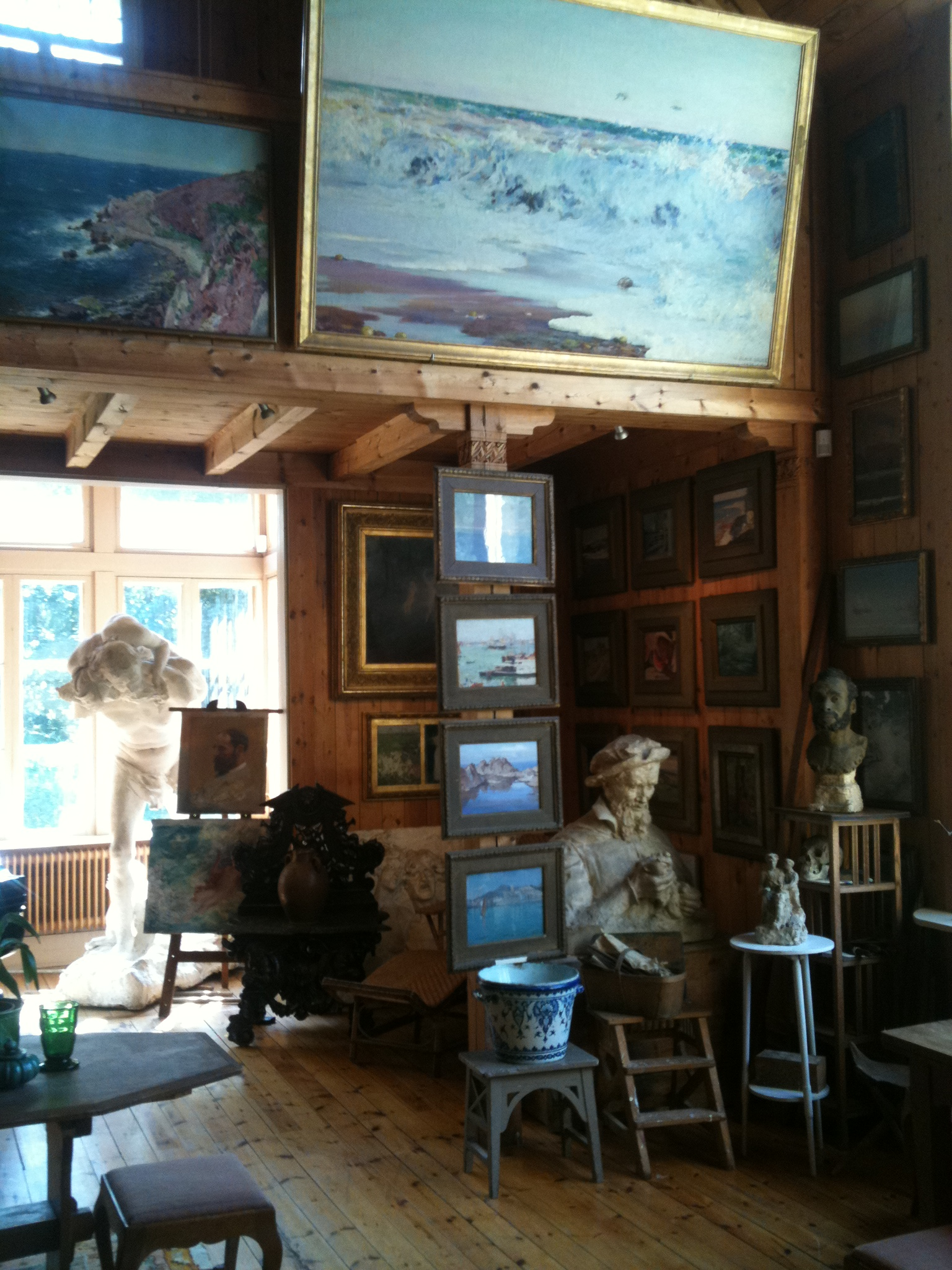
Parte sur del estudio en Brucebo, L'obsède (al fondo a la izquierda) y Michel Angelo y busto de su marido (en frente a la derecha).
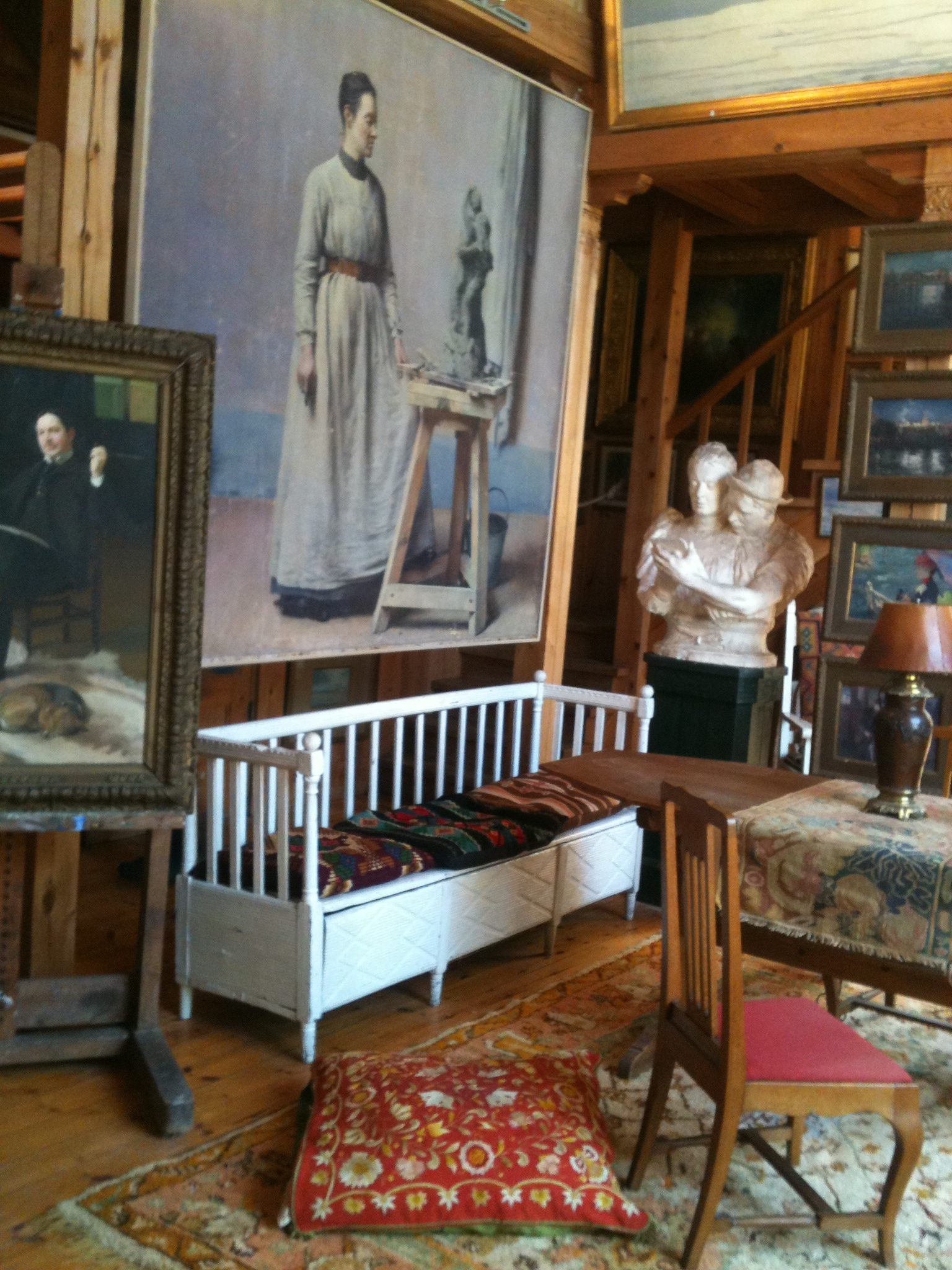
El estudio en Brucebo: una de las esculturas de Benedicks-Bruce y el retrato de cuerpo entero que le hizo su marido.
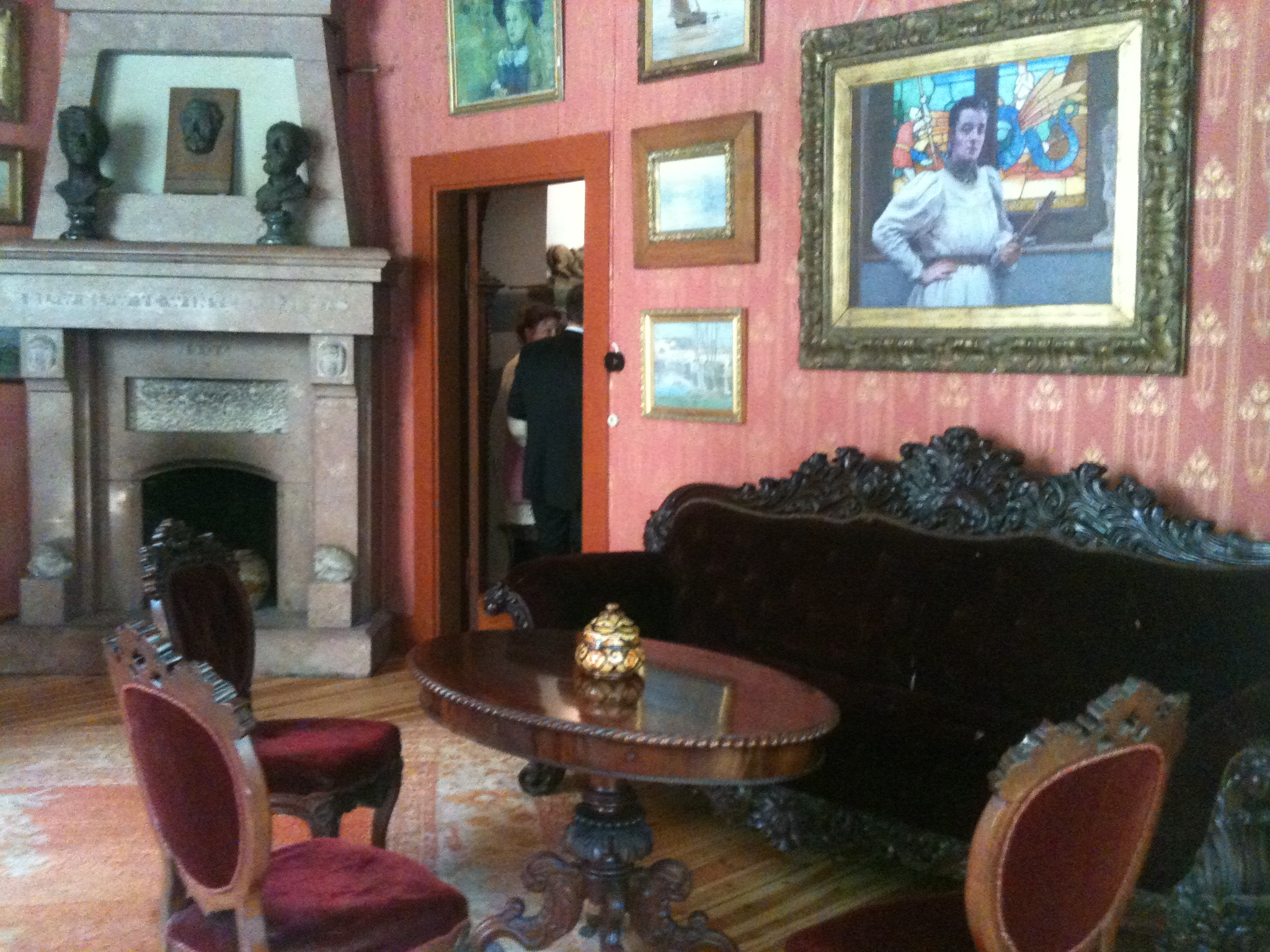
La casa del artista en Brucebo: habitación con el retrato de Benedicks, realizado por Bruce.